# Futsu no seikatsu
Futsu no seikatsu (japanisch 普通の生活, englisch Ordinary Life, deutsch Normales Leben) ist ein japanischer Animations-Kurzfilm, bei dem Yoriko Mizushiri Regie führte. Der Film feierte bei den 75. Internationalen Filmfestspielen Berlin 2025 in der Sektion Berlinale Shorts seine Weltpremiere und wurde mit dem Silbernen Bären Preis der Jury gekrönt.

## Handlung
In einer Reihe von pastellfarbenen Bildern, gezeichnet mit feinen Linien, die sich ständig verschieben, werden Variationen des Alltags festgehalten. Musik untermalt die mit wenigen Strichen umrissenen Bilder, deren Konturen sich ständig zu bewegen scheinen, als hätten sie ein Eigenleben. Dabei kommt Futsu no seikatsu ganz ohne Sprache aus.

## Hintergrund
Produziert wurde der Film von Miyo Productions and New Deer. Außer der Regisseurin Yoriko Mizushiri wirkte auch Sumi Mizushiri bei diesem Kurzfilm mit. Dies ist bereits der dritte Kurzfilm der Animationskünstlerin und Regisseurin Yoriko Mizushiri, der auf einer Berlinale zu sehen ist. Nach Kamakura (Schneehut) 2014 und Maku (Schleier) 2015, die einer ähnlichen Ästhetik folgen, trat 2025 Futsu no seikatsu in der Sektion Berlinale Shorts an und konnte überzeugen und den Silbernen Bären gewinnen.